# Gouffre Berger
Gouffre Berger és un avenc francès, descobert el 24 de maig de 1953 per Joseph Berger. L'entrada es troba en terrenys del municipi d'Engins, al massís de Vercors. Entre 1953 à 1963, explorat per Fernand Petzl, se'l va considerar l'avenc més pregon del món (amb una profunditat de -1,122 metres). Avui es considera que té una profunditat de 1.271 m.